# 1. Fußball-Club Saarbrücken 1998-1999
Questa voce raccoglie le informazioni riguardanti il 1. Fußball-Club Saarbrücken nelle competizioni ufficiali della stagione 1998-1999.

## Stagione
Nella stagione 1998-1999 il Saarbrücken, allenato da Dirk Karkuth, Ulrich Sude e Gerd Warken, concluse il campionato di Regionalliga ovest-sudovest al 5º posto. In Coppa di Germania il Saarbrücken fu eliminato al primo turno dal Borussia Dortmund.

## Rosa
| N. |                     | Ruolo | Calciatore        |
| -- | ------------------- | ----- | ----------------- |
| 1  | Germania (bandiera) | P     | Peter Eich        |
| 3  | Ghana (bandiera)    | D     | Anthony Tiéku     |
| 8  | Nigeria (bandiera)  | A     | Sambo Choji       |
| 10 | Nigeria (bandiera)  | C     | Stephen Musa      |
| 12 | Germania (bandiera) | P     | Harald Ebertz     |
| 16 | Croazia (bandiera)  | D     | Raphael Susic     |
| 24 | Ucraina (bandiera)  | C     | Anatoli Mushinka  |
| 27 | Germania (bandiera) | D     | Carsten Birk      |
| 6  | Germania (bandiera) | D     | Helmut Gabriel    |
| 7  | Germania (bandiera) | D     | Jens Gerlach      |
| 17 | Germania (bandiera) | D     | Patrick Klyk      |
| 13 | Germania (bandiera) | D     | Matthias Sellmann |
| 21 | Germania (bandiera) | D     | Joachim Trautmann |

| N. |                       | Ruolo | Calciatore           |
| -- | --------------------- | ----- | -------------------- |
| 23 | Germania (bandiera)   | D     | Ralf Voigt           |
| 18 | Germania (bandiera)   | D     | Torsten Wruck        |
| 26 | Germania (bandiera)   | C     | Ulrich Braun         |
| 19 | Francia (bandiera)    | C     | Olivier Caillas      |
| 14 | Argentina (bandiera)  | C     | Juan Carlos Corvalan |
| 29 | Portogallo (bandiera) | C     | Paolo da Palma       |
| 15 | Francia (bandiera)    | C     | Jean-Philippe Séchet |
| 4  | Serbia (bandiera)     | C     | Slaven Stanic        |
| 2  | Austria (bandiera)    | C     | Franz Weber          |
| 11 | Guinea (bandiera)     | A     | Taifour Diane        |
| 22 | Germania (bandiera)   | A     | Michael Petri        |
| 9  | Slovenia (bandiera)   | A     | Branko Zibert        |

## Organigramma societario
Area tecnica
- Allenatore: Gerd Warken
- Allenatore in seconda:
- Preparatore dei portieri:
- Preparatori atletici:
- Analisi video:

## Calciomercato

### Sessione estiva
| Acquisti | Acquisti        | Acquisti        | Acquisti |
| R.       | Nome            | da              | Modalità |
| -------- | --------------- | --------------- | -------- |
| D        | Ralf Voigt      | Paniōnios       |          |
| D        | Carsten Birk    | Saarbrücken II  |          |
| C        | Olivier Caillas | Homburg         |          |
| A        | Taifour Diane   | Homburg         |          |
| P        | Peter Eich      | Homburg         |          |
| D        | Helmut Gabriel  | Magonza         |          |
| D        | Jens Gerlach    | Carl Zeiss Jena |          |
| C        | Slaven Stanic   | Homburg         |          |
| D        | Raphael Susic   | Homburg         |          |
| D        | Anthony Tiéku   | Homburg         |          |
| D        | Torsten Wruck   | Homburg         |          |

| Cessioni | Cessioni           | Cessioni         | Cessioni |
| R.       | Nome               | a                | Modalità |
| -------- | ------------------ | ---------------- | -------- |
| C        | Patrick Amrane     | Prato            |          |
| A        | Angelo Donato      | LR Ahlen         |          |
| D        | Peter Eiden        | Elversberg       |          |
| C        | Charles Haffner    | Homburg          |          |
| C        | Alexander Leibrock | Homburg          |          |
| C        | Janne Lindberg     | MyPa             |          |
| C        | Jürgen Luginger    | RW Oberhausen    |          |
| P        | Georg Müller       | Homburg          |          |
| D        | Patrick Neumann    | SpVgg Kaufbeuren |          |
| C        | Mario Nickeleit    | Elversberg       |          |
| C        | Yaw Ohemeng        | Remscheid        |          |
| C        | Kai-Uwe Schnell    | Darmstadt        |          |

### Sessione invernale
| Acquisti | Acquisti         | Acquisti | Acquisti |
| R.       | Nome             | da       | Modalità |
| -------- | ---------------- | -------- | -------- |
| C        | Anatoli Mushinka | Homburg  |          |

| Cessioni | Cessioni     | Cessioni         | Cessioni |
| R.       | Nome         | a                | Modalità |
| -------- | ------------ | ---------------- | -------- |
| C        | Dario Brose  | S.J. Earthquakes |          |
| C        | Patrick Bick | Homburg          |          |

## Risultati

### Regionalliga ovest-sudovest

#### Girone di andata
| Arbitro: | Buchkremer |

|          |           |  |
| Diane 2’ | Marcatori |  |

| Arbitro: | Müller |

|  |           |                                |
|  | Marcatori | 41’ Zibert 72’ (aut.) Denysiuk |

| Arbitro: | Diergarten |

|  |           |           |
|  | Marcatori | 59’ Krohm |

| Arbitro: | Zumkier |

|                                              |           |           |
| Wagner 27’ (rig.), 86’ (rig.), 88’ Souza 36’ | Marcatori | 85’ Brose |

| Arbitro: | Werthmann |

|                              |           |  |
| Weber 35’ Choji 57’ Musa 66’ | Marcatori |  |

| Arbitro: | Engler |

|           |           |           |
| Demir 60’ | Marcatori | 21’ Choji |

| Arbitro: | Haupt |

|           |           |                       |
| Choji 62’ | Marcatori | 82’ Schmidt 90’ Owusu |

| Arbitro: | Henes |

|  |           |           |
|  | Marcatori | 57’ Choji |

| Arbitro: | Schneider |

|           |           |               |
| Diane 60’ | Marcatori | 86’ Antwerpen |

| Arbitro: | Thiemer |

|  |           |                         |
|  | Marcatori | 46’, 64’ Diane 79’ Klyk |

| Arbitro: | Jansen |

|            |           |  |
| Zibert 79’ | Marcatori |  |

| Arbitro: | Könen |

|          |           |           |
| Karp 87’ | Marcatori | 68’ Choji |

| Arbitro: | Schneider |

|                               |           |           |
| Susic 9’ Tiéku 40’ Zibert 86’ | Marcatori | 49’ Papić |

| Arbitro: | Horstmann |

|         |           |  |
| Timm 7’ | Marcatori |  |

| 8 novembre 1998 15ª giornata |  | – turno di riposo |  |  |

| Arbitro: | Henes |

|                                      |           |                              |
| Diane 6’ Palma 53’ Zibert 76’ (rig.) | Marcatori | 13’ Hildmann 59’ (rig.) Weis |

| Arbitro: | Kuhl |

|                                     |           |            |
| Bella 31’ Di Salvo 40’ Kutowski 68’ | Marcatori | 63’ Séchet |

#### Girone di ritorno
| Arbitro: | Plettenberg |

|                   |           |                     |
| Jonjić 82’ (rig.) | Marcatori | 45’ Séchet 74’ Musa |

| Arbitro: | Könen |

|                                             |           |  |
| Diane 43’ Zibert 62’ Séchet 70’ Gabriel 88’ | Marcatori |  |

| Arbitro: | Schräer |

|  |           |                |
|  | Marcatori | 67’, 69’ Choji |

| Arbitro: | Haupt |

|                                    |           |  |
| Séchet 27’, 81’ Choji 28’ Musa 61’ | Marcatori |  |

| Homburg 27 febbraio 1999, ore 15:00 CET 22ª giornata | Homburg | 0 – 0 referto | Saarbrücken | Waldstadion Homburg (5 000 spett.)\| Arbitro: \| Henes \| |
| Arbitro:                                             | Henes   |               |             |                                                           |

| Arbitro: | Berg |

|                        |           |                     |
| Séchet 63’ (rig.), 90’ | Marcatori | 20’ Sasa 86’ Wittek |

| Arbitro: | Webers |

|                        |           |                           |
| Milde 18’ Warbende 77’ | Marcatori | 4’, 24’ Diane 41’ Caillas |

| Arbitro: | Werthmann |

|                  |           |               |
| Eiden 58’ (aut.) | Marcatori | 33’ Nickeleit |

| Arbitro: | Buchkremer |

|          |           |                      |
| Serr 83’ | Marcatori | 32’ Séchet 74’ Choji |

| Arbitro: | Müller |

|                   |           |            |
| Berger 65’ (aut.) | Marcatori | 24’ Nollau |

| Arbitro: | Kestermann |

|                            |           |                   |
| de Wit 4’, 26’, 81’ (rig.) | Marcatori | 35’ (rig.) Séchet |

| Arbitro: | Fandel |

|                                           |           |            |
| Séchet 6’, 50’ (rig.) Diane 68’ Choji 90’ | Marcatori | 37’ Donato |

| Arbitro: | Aust |

|                                         |           |                     |
| Melunovic 31’ Musa 55’ (aut.) Papić 57’ | Marcatori | 6’ (aut.) Milošević |

| Arbitro: | Hotop |

|            |           |                    |
| Zibert 60’ | Marcatori | 38’ Gambo 90’ Timm |

| 16 maggio 1999 32ª giornata |  | – turno di riposo |  |  |

| Arbitro: | Schneider |

|                                 |           |           |
| Neumann 11’ Graf 40’ Junior 86’ | Marcatori | 78’ Petri |

| Arbitro: | Zumkier |

|              |           |                 |
| Corvalan 21’ | Marcatori | 45’ (rig.) Maaß |

### Coppa di Germania
| Arbitro: | Fleischer |

|                             |                      |                                     |
| Choji 42’                   | Marcatori            | 21’ Nerlinger                       |
| Palma Weber Gerlach Caillas | Tiri di rigore 1 – 3 | Nerlinger Möller Barbarez Chapuisat |

## Statistiche

### Statistiche di squadra
| Competizione                | Punti | In casa | In casa | In casa | In casa | In casa | In casa | In trasferta | In trasferta | In trasferta | In trasferta | In trasferta | In trasferta | Totale | Totale | Totale | Totale | Totale | Totale | DR  |
| Competizione                | Punti | G       | V       | N       | P       | Gf      | Gs      | G            | V            | N            | P            | Gf           | Gs           | G      | V      | N      | P      | Gf     | Gs     | DR  |
| --------------------------- | ----- | ------- | ------- | ------- | ------- | ------- | ------- | ------------ | ------------ | ------------ | ------------ | ------------ | ------------ | ------ | ------ | ------ | ------ | ------ | ------ | --- |
| Regionalliga ovest-sudovest | 53    | 16      | 8       | 5       | 3       | 31      | 15      | 16           | 7            | 3            | 6            | 22           | 23           | 32     | 15     | 8      | 9      | 53     | 38     | +15 |
| Coppa di Germania           | -     | 1       | 0       | 1       | 0       | 1       | 1       | 0            | 0            | 0            | 0            | 0            | 0            | 1      | 0      | 1      | 0      | 1      | 1      | 0   |
| Totale                      | 53    | 17      | 8       | 6       | 3       | 32      | 16      | 16           | 7            | 3            | 6            | 22           | 23           | 33     | 15     | 9      | 9      | 54     | 39     | +15 |

### Andamento in campionato
| Giornata  | 1 | 2 | 3 | 4 | 5 | 6 | 7 | 8 | 9 | 10 | 11 | 12 | 13 | 14 | 15 | 16 | 17 | 18 | 19 | 20 | 21 | 22 | 23 | 24 | 25 | 26 | 27 | 28 | 29 | 30 | 31 | 32 | 33 | 34 |
| --------- | - | - | - | - | - | - | - | - | - | -- | -- | -- | -- | -- | -- | -- | -- | -- | -- | -- | -- | -- | -- | -- | -- | -- | -- | -- | -- | -- | -- | -- | -- | -- |
| Luogo     | C | T | C | T | C | T | C | T | C | T  | C  | T  | C  | T  |    | C  | T  | T  | C  | T  | C  | T  | C  | T  | C  | T  | C  | T  | C  | T  | C  |    | T  | C  |
| Risultato | V | V | P | P | V | N | P | V | N | V  | V  | N  | V  | P  |    | V  | P  | V  | V  | V  | V  | N  | N  | V  | N  | V  | N  | P  | V  | P  | P  |    | P  | N  |
| Posizione | 7 | 2 | 3 | 4 | 4 | 5 | 9 | 7 | 8 | 4  | 2  | 2  | 2  | 2  | 6  | 5  | 9  | 4  | 3  | 1  | 1  | 2  | 2  | 1  | 1  | 1  | 1  | 1  | 1  | 2  | 2  | 4  | 5  | 5  |

Legenda:

Luogo: C = Casa; T = Trasferta. Risultato: V = Vittoria; N = Pareggio; P = Sconfitta.

### Statistiche dei giocatori
| Giocatore    | Regionalliga | Regionalliga | Regionalliga | Regionalliga | Coppa di Germania | Coppa di Germania | Coppa di Germania | Coppa di Germania | Totale   | Totale | Totale      | Totale     |
| Giocatore    | Presenze     | Reti         | Ammonizioni  | Espulsioni   | Presenze          | Reti              | Ammonizioni       | Espulsioni        | Presenze | Reti   | Ammonizioni | Espulsioni |
| ------------ | ------------ | ------------ | ------------ | ------------ | ----------------- | ----------------- | ----------------- | ----------------- | -------- | ------ | ----------- | ---------- |
| C. Birk      | 3            | 0            | 0            | 0            | 0                 | 0                 | 0                 | 0                 | 3        | 0      | 0           | 0          |
| U. Braun     | 1            | 0            | 0            | 0            | 0                 | 0                 | 0                 | 0                 | 1        | 0      | 0           | 0          |
| D. Brose     | 9            | 1            | 1            | 0            | 1                 | 0                 | 0                 | 0                 | 10       | 1      | 1           | 0          |
| O. Caillas   | 31           | 1            | 4            | 2            | 1                 | 0                 | 1                 | 0                 | 32       | 1      | 5           | 2          |
| S. Choji     | 30           | 10           | 2            | 0            | 1                 | 1                 | 0                 | 0                 | 31       | 11     | 2           | 0          |
| J. Corvalan  | 6            | 1            | 1            | 0            | 1                 | 0                 | 1                 | 0                 | 7        | 1      | 2           | 0          |
| T. Diane     | 30           | 9            | 2            | 1            | 0                 | 0                 | 0                 | 0                 | 30       | 9      | 2           | 1          |
| H. Ebertz    | 31           | 0            | 1            | 0            | 1                 | 0                 | 0                 | 0                 | 32       | 0      | 1           | 0          |
| P. Eich      | 1            | 0            | 0            | 0            | 0                 | 0                 | 0                 | 0                 | 1        | 0      | 0           | 0          |
| H. Gabriel   | 25           | 1            | 7            | 1            | 1                 | 0                 | 1                 | 0                 | 26       | 1      | 8           | 1          |
| J. Gerlach   | 29           | 0            | 7            | 0            | 1                 | 0                 | 1                 | 0                 | 30       | 0      | 8           | 0          |
| P. Klyk      | 13           | 1            | 2            | 0            | 0                 | 0                 | 0                 | 0                 | 13       | 1      | 2           | 0          |
| S. Musa      | 28           | 3            | 8            | 0            | 1                 | 0                 | 0                 | 0                 | 29       | 3      | 8           | 0          |
| A. Mushinka  | 8            | 0            | 1            | 0            | 0                 | 0                 | 0                 | 0                 | 8        | 0      | 1           | 0          |
| P. Palma     | 21           | 1            | 8            | 2            | 1                 | 0                 | 1                 | 0                 | 22       | 1      | 9           | 2          |
| M. Petri     | 9            | 1            | 2            | 0            | 0                 | 0                 | 0                 | 0                 | 9        | 1      | 2           | 0          |
| M. Sellmann  | 3            | 0            | 0            | 0            | 0                 | 0                 | 0                 | 0                 | 3        | 0      | 0           | 0          |
| S. Stanic    | 19           | 0            | 6            | 0            | 1                 | 0                 | 0                 | 0                 | 20       | 0      | 6           | 0          |
| R. Susic     | 19           | 1            | 3            | 0            | 1                 | 0                 | 0                 | 0                 | 20       | 1      | 3           | 0          |
| J. Séchet    | 19           | 11           | 7            | 1            | 0                 | 0                 | 0                 | 0                 | 19       | 11     | 7           | 1          |
| A. Tiéku     | 29           | 1            | 5            | 0            | 0                 | 0                 | 0                 | 0                 | 29       | 1      | 5           | 0          |
| J. Trautmann | 8            | 0            | 0            | 0            | 0                 | 0                 | 0                 | 0                 | 8        | 0      | 0           | 0          |
| R. Voigt     | 11           | 0            | 2            | 0            | 0                 | 0                 | 0                 | 0                 | 11       | 0      | 2           | 0          |
| F. Weber     | 18           | 1            | 3            | 1            | 1                 | 0                 | 0                 | 0                 | 19       | 1      | 3           | 1          |
| T. Wruck     | 13           | 0            | 2            | 0            | 1                 | 0                 | 0                 | 0                 | 14       | 0      | 2           | 0          |
| B. Zibert    | 27           | 6            | 4            | 0            | 1                 | 0                 | 1                 | 0                 | 28       | 6      | 5           | 0          |